# Liga Élite de hockey línea 2017-18
La temporada 2017-18 de la Liga Élite de hockey línea de hockey en línea la disputaron diez equipos del territorio español. El Espanya Hockey Club es el vigente campeón tras haber ganado la temporada anterior al CPL Valladolid en la final.

## Equipos participantes por comunidad autónoma
| N.º | Comunidad autónoma   | Equipos                                                                   |
| --- | -------------------- | ------------------------------------------------------------------------- |
| 1   | Canarias             | Molina Sport ACEGC                                                        |
| 1   | Castilla y León      | CPL Valladolid                                                            |
| 4   | Cataluña             | AE Sant Andreu, HC Rubí Cent Patins, CHL Jujol Jokers y CP Castellbisball |
| 1   | Comunidad de Madrid  | Tres Cantos Patín Club                                                    |
| 1   | Comunidad Valenciana | HC Castellón                                                              |
| 1   | Islas Baleares       | Espanya HC                                                                |
| 1   | País Vasco           | Metropolitano HC                                                          |

## Liga Regular

### Clasificación
|    | Equipo                 | PJ | BN | G  | E | P  | GF  | GC  | PTOS |
| -- | ---------------------- | -- | -- | -- | - | -- | --- | --- | ---- |
| 1  | Espanya HC             | 18 | 1  | 16 | 1 | 1  | 113 | 43  | 50   |
| 2  | HC Castellón           | 18 | 0  | 16 | 0 | 2  | 86  | 32  | 48   |
| 3  | CPL Valladolid         | 18 | 2  | 12 | 2 | 4  | 83  | 46  | 40   |
| 4  | CHL Jujol Jokers       | 18 | 1  | 10 | 2 | 6  | 66  | 63  | 33   |
| 5  | Metropolitano HC       | 18 | 1  | 10 | 1 | 7  | 90  | 70  | 32   |
| 6  | Molina Sport ACEGC     | 18 | 0  | 7  | 0 | 11 | 69  | 81  | 21   |
| 7  | HC Rubí Cent Patins    | 18 | 1  | 5  | 3 | 10 | 38  | 59  | 19   |
| 8  | Tres Cantos Patín Club | 18 | 1  | 4  | 2 | 12 | 51  | 86  | 15   |
| 9  | AE Sant Andreu         | 18 | 0  | 3  | 0 | 15 | 42  | 117 | 9    |
| 10 | CP Castellbisball      | 18 | 0  | 0  | 3 | 15 | 42  | 83  | 3    |

|  | Clasificado para el Play-off      |
|  | Desciende a la Liga Oro Masculina |

## Fase final
- Los 4 mejores equipos de la liga regular se clasifican a la fase final.

|  | Semifinales      | Semifinales | Semifinales    |   |            | Final | Final | Final |  |
|  |                  |             |                |   |            |       |       |       |  |
|  |                  |             |                |   |            |       |       |       |  |
|  | CHL Jujol Jokers | 3           | 1              |   |            |       |       |       |  |
|  | CHL Jujol Jokers | 3           | 1              |   |            |       |       |       |  |
|  | Espanya HC       | 4           | 4              |   |            |       |       |       |  |
|  | Espanya HC       | 4           | 4              |   | Espanya HC | 1     | 3     |       |  |
|  |                  |             |                |   | Espanya HC | 1     | 3     |       |  |
|  |                  |             | CPL Valladolid | 3 | 4          |       |       |       |  |
|  | CPL Valladolid   | 4           | CPL Valladolid | 3 | 4          | 8     |       |       |  |
|  | CPL Valladolid   | 4           |                |   |            | 8     |       |       |  |
|  | HC Castellón     | 2           | 4              |   |            |       |       |       |  |
|  | HC Castellón     | 2           | 4              |   |            |       |       |       |  |
|  |                  |             |                |   |            |       |       |       |  |

| Bandera de Castilla y León |
| CPL Valladolid             |